# غوفي
غوفي هي قرية تابعة لبلدية غسيرة دائرة تكوت ولاية باتنة الجزائرية،اسم غوفي الأصلي هو فلوس وتسمية فلوس وضعت تشبيها للجوزة لأن حدائق (بساتين) غوفي واقع بين سلسلتين صخريتين وكذا الجوزة فالجزء الذي يأكل منها واقع بين فلقتين.....(أفلوس نتلجوزة).
أما تسمية غوفي فهي عن قائد عسكري فرنسي روفي، تقع قرية غوفي في بلدية غسيرة دائرة تكوت ولاية باتنة، نفي سكان غوفي مرتين إلى تبسة لكن عادوا إلى منطقتهم الأصلية بعد كل مرة.

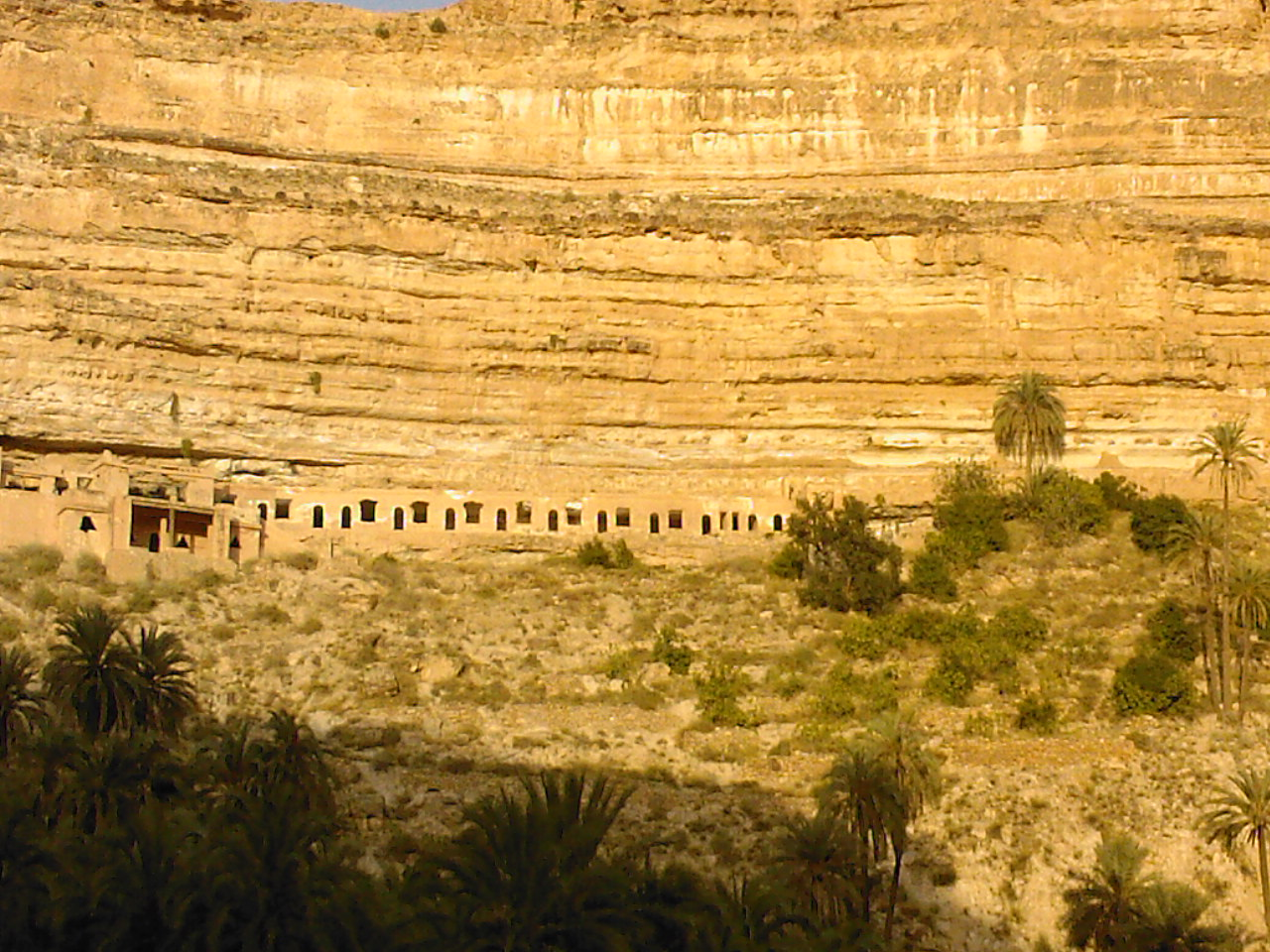
نزل فرنسي قديم في قرية غوفي ويطلق عليه اسم لوتيل

## ما قبل التاريخ
منطقة الاوراس تحتوي بدورها على عدة مواقع والتي تعود إلى ما قبل التاريخ بما ان عدة مغارات troglodytes كانت مأهولة بالبشر في غوفي.

## وقت الاستعمار
كان الطابع العام للسكان المنطقة الفقر، وكانت طريقة عيشهم بالمبادلات التجارية مع المناطق الأخرى (ولاد عبدي، أيداوذ"أريس وماجاورها حاليا")، تقريبا التناسب بين الأفراد كان داخل المنطقة فقط (في ما بينهم)، معظم الشعب أمي لكن أغلبهم يدرسون القرأن الكريم وكذلك الدروس الدينية لكن تحت الحراسة خوفا من الاستعمار من مدرسي القرأن الكريم.

## الأكلات الشعبية
- مربج
- أسكاف
- همافست
- بوسيسن
- مبي
- هيبلمت
- امحكوك
- إيوزان إيمرمز
- إيوزان إيزلفن
- أشخشوخ
- أبربوش إيباون
- أبربوش نتقديدة

## المنتوجات الزراعية
- التمر على رأسها بوزرور(إحبا)
- العنب(إيزورين)
- التين(امتشان نتازارث)
- الرمان(أرمون)
- الإجاص(تفيراست)
- تفاح(تفاح)
- زيتون(أزمور)
- الهندي(امتشان الهندي)
- الزعرور(الزعرور)
- الخوخ(الخوخ)
- المشمش(أبرقوق)
- البرتقال(الشينا)
- الليمون(القارص)
- المندرينة (المندرينة)
- السفرجل (السفرجل)
- الجوز (الجوز)
- اللوز (اللوز )شجرة واحدة

## معرض صور

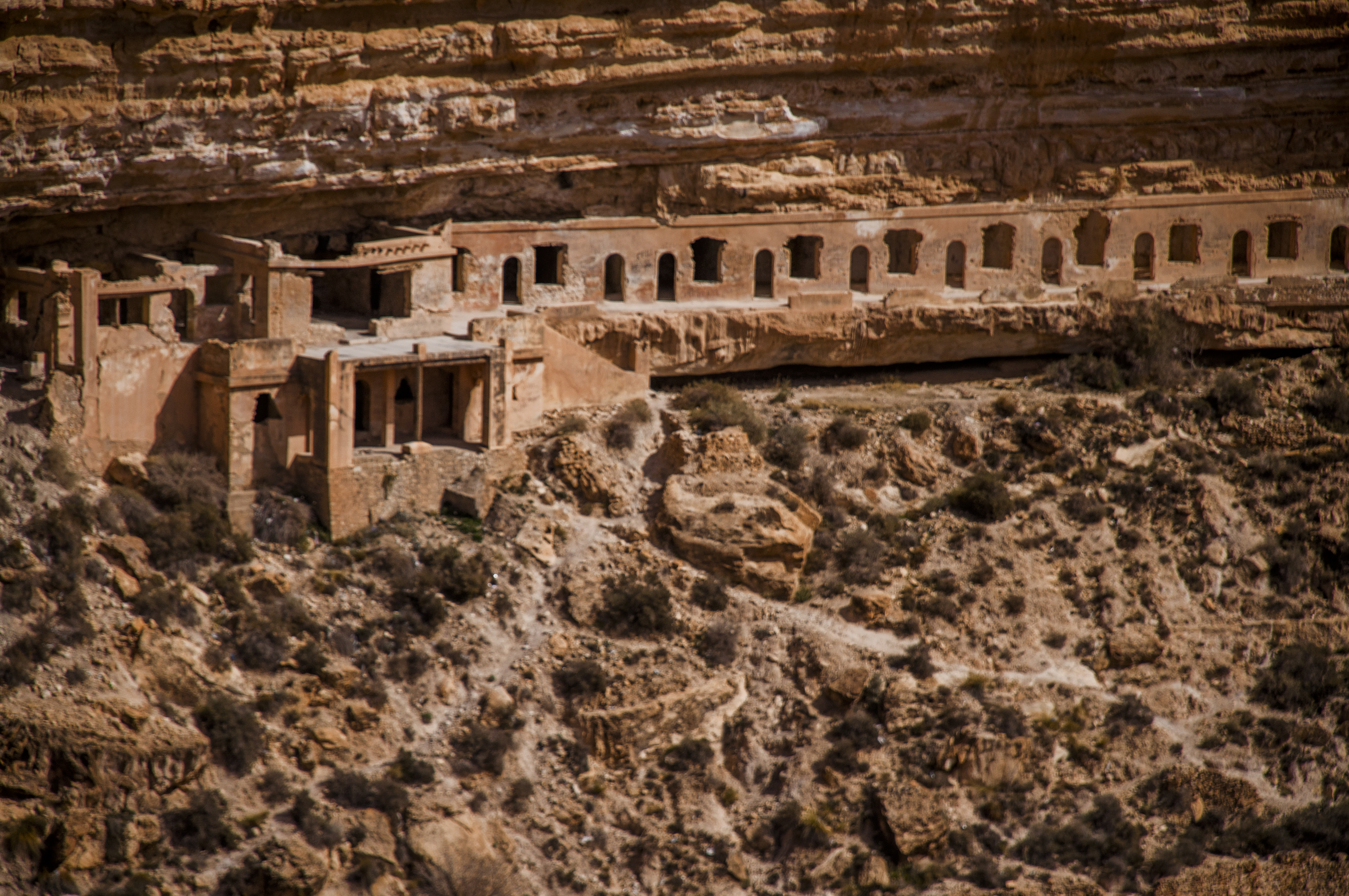
شرفات غوفي
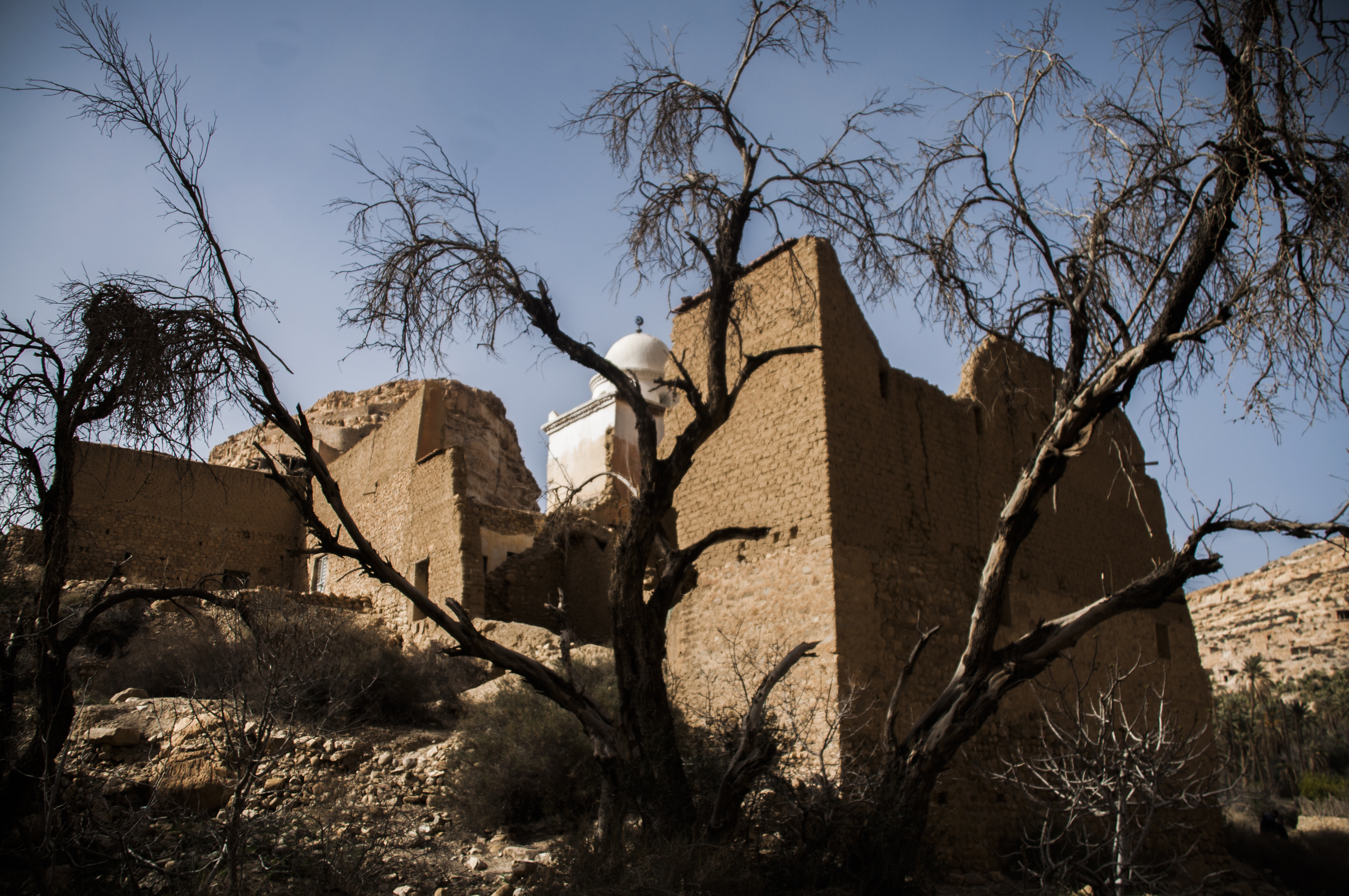
منظر جانبي للمسجد بشرفات غوفي
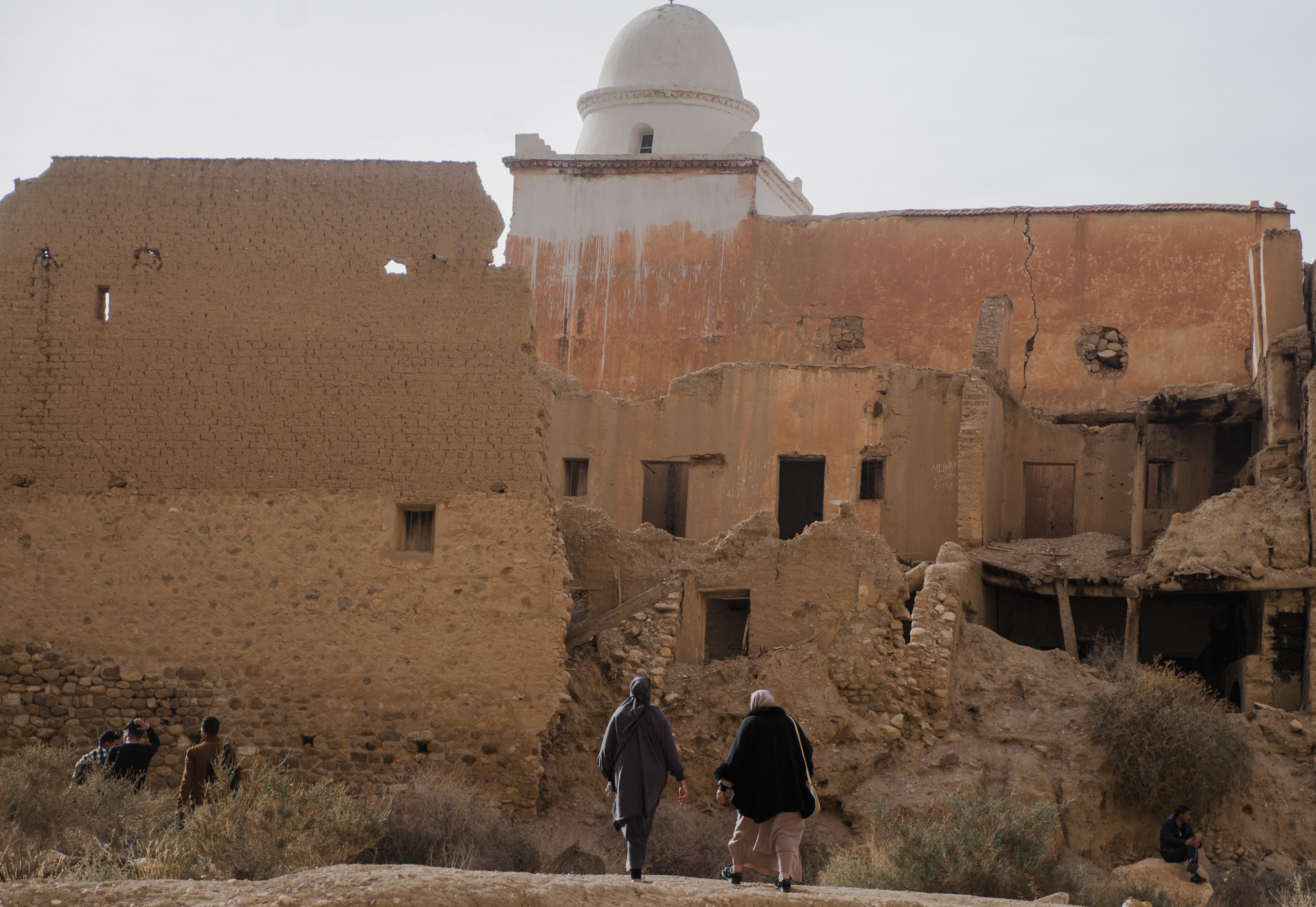
منظر أمامي لمسجد الشرفات1
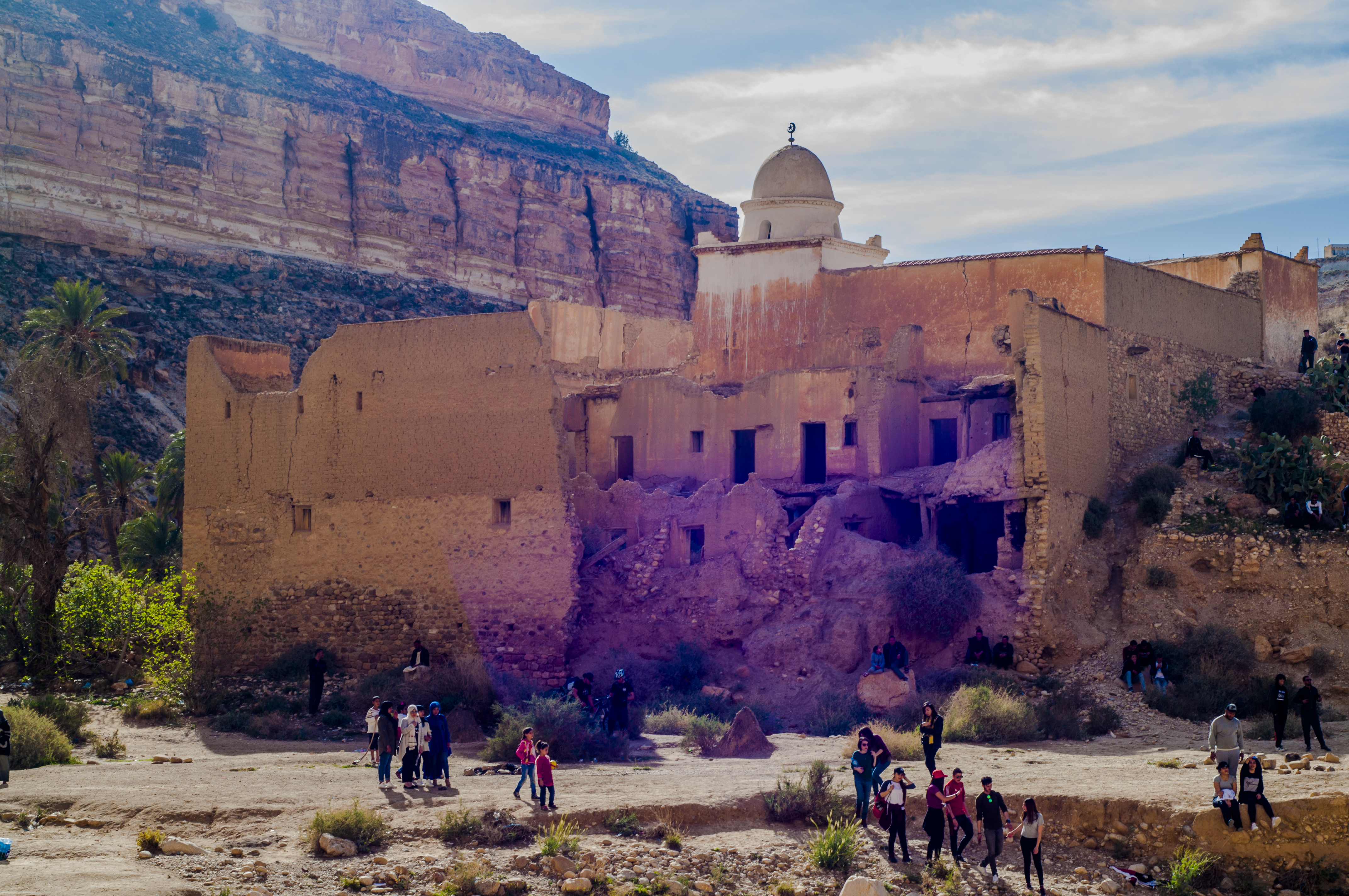
منظر أمامي لمسجد الشرفات2
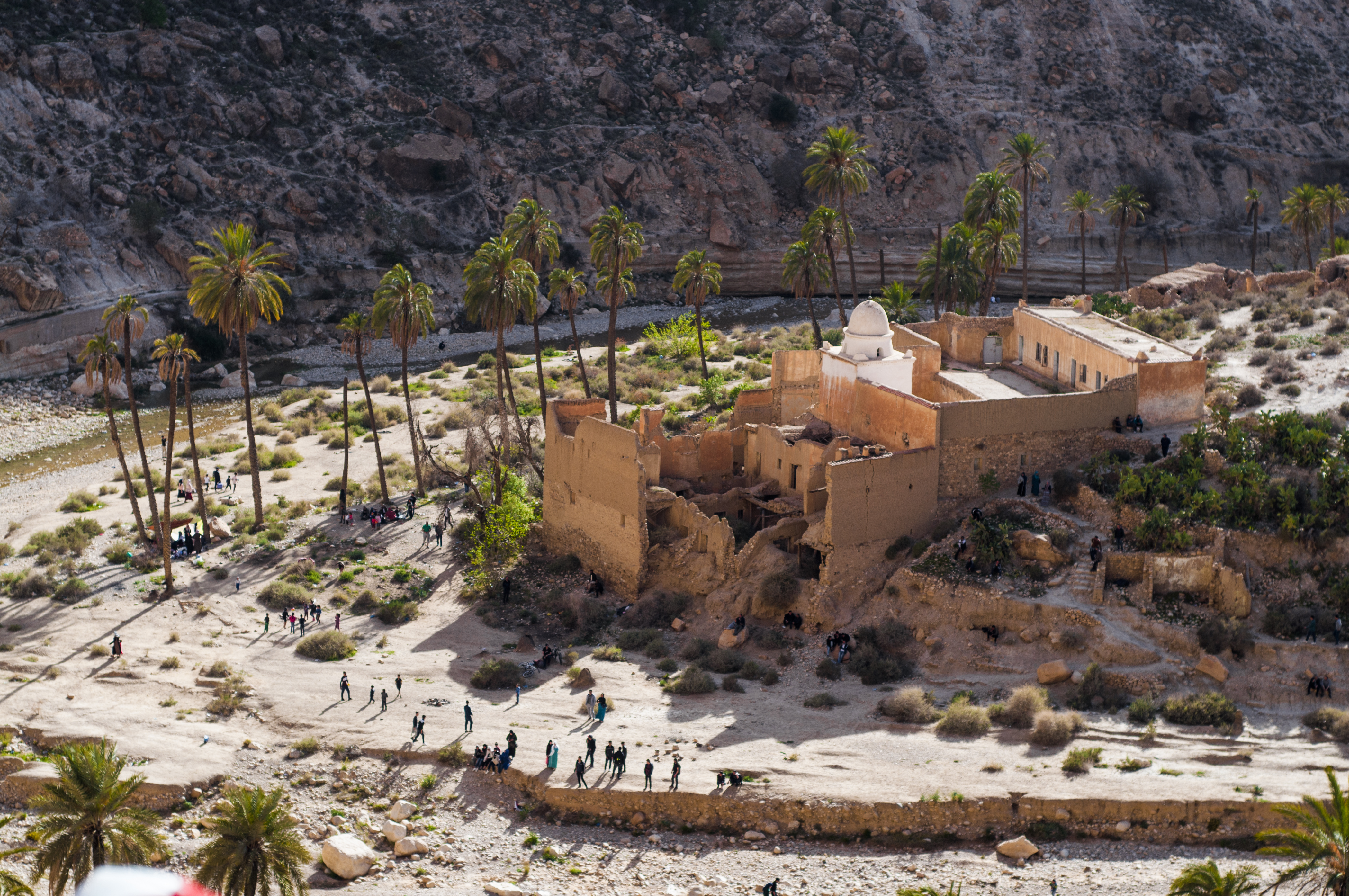
منظر أعلى لمسجد الشرفات
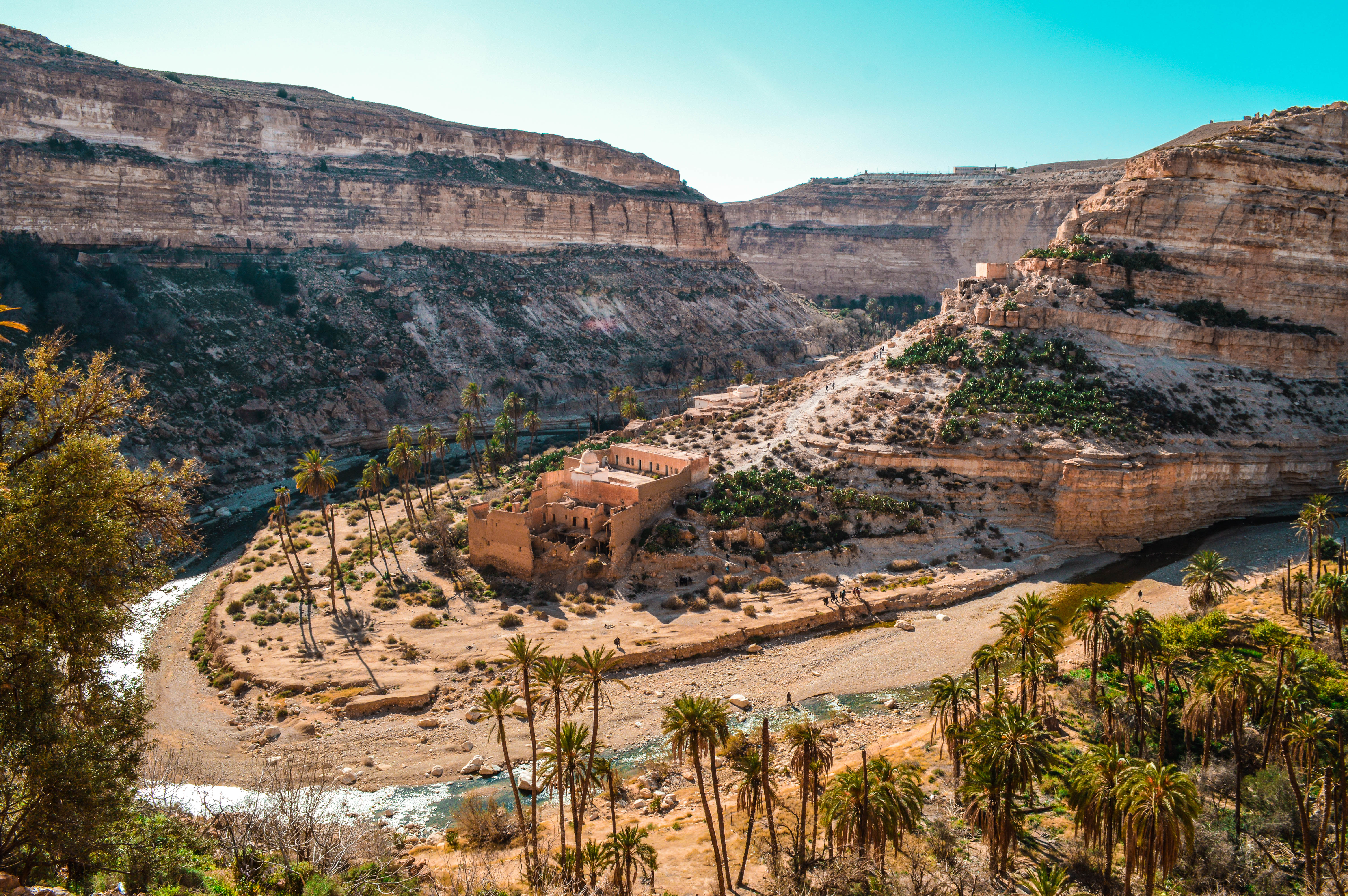
غوفي باتنة
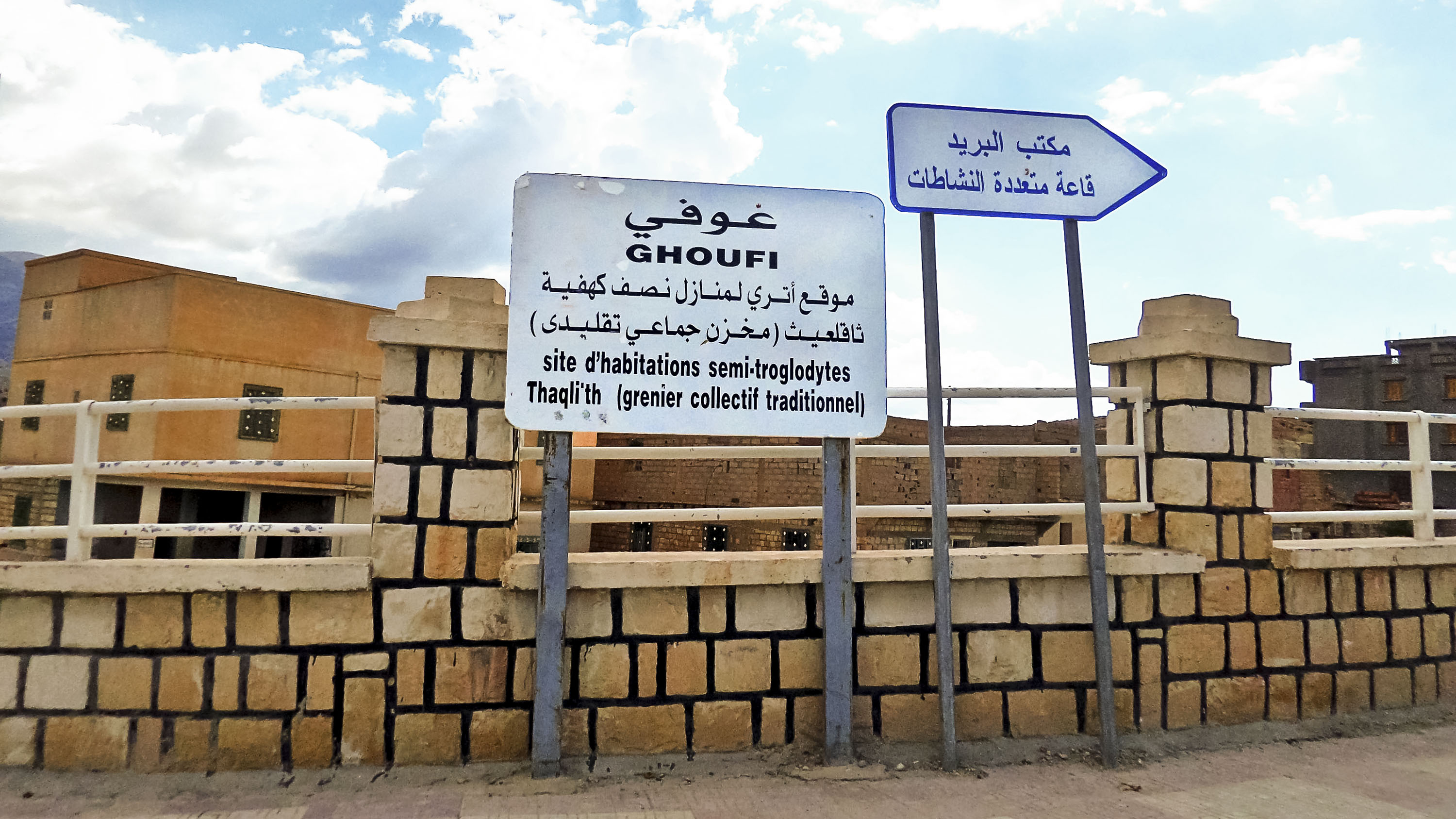
لوائح اشارية للمدينة والموقع السياحي
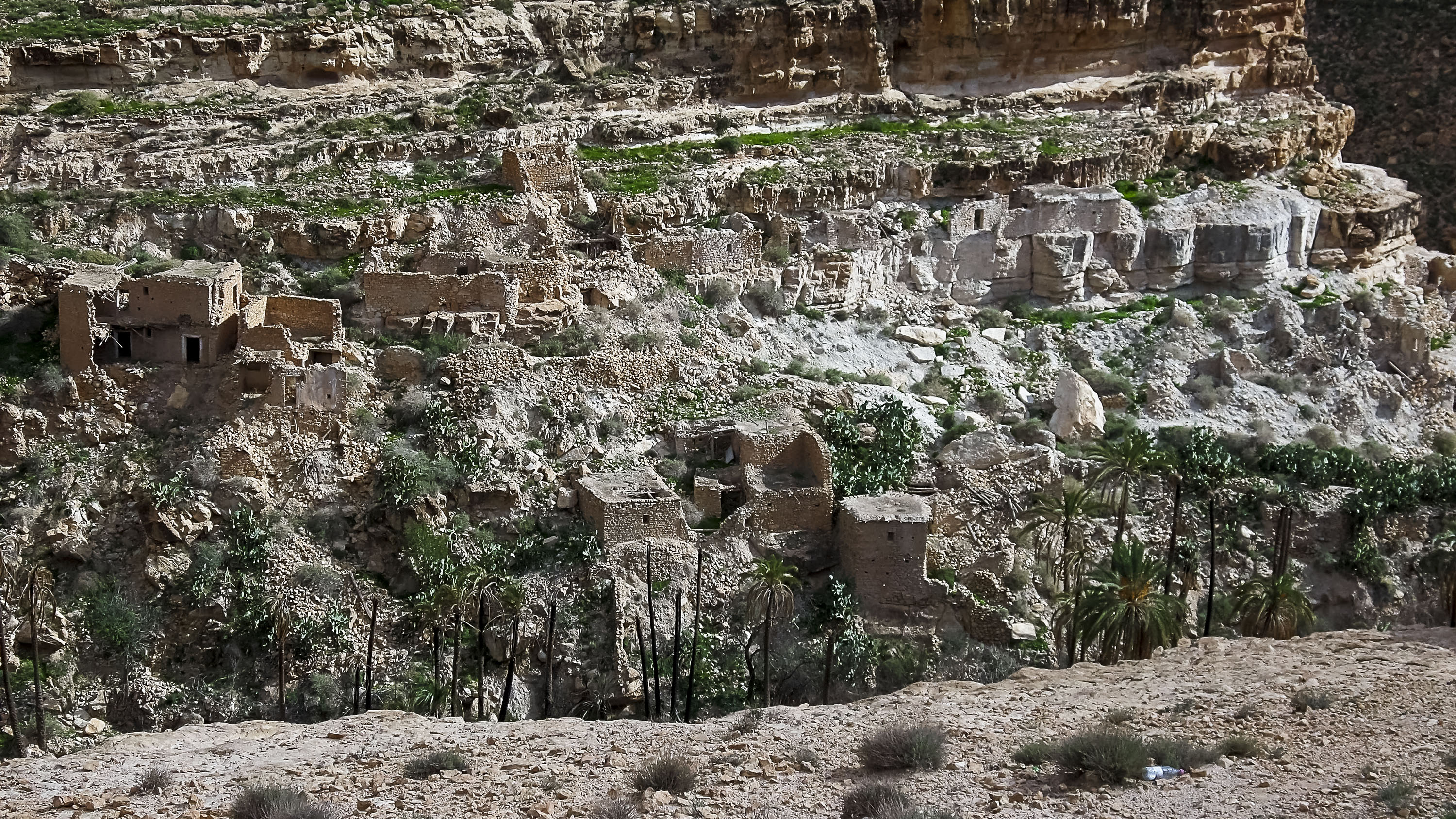
غوفي باتنة غسيرة
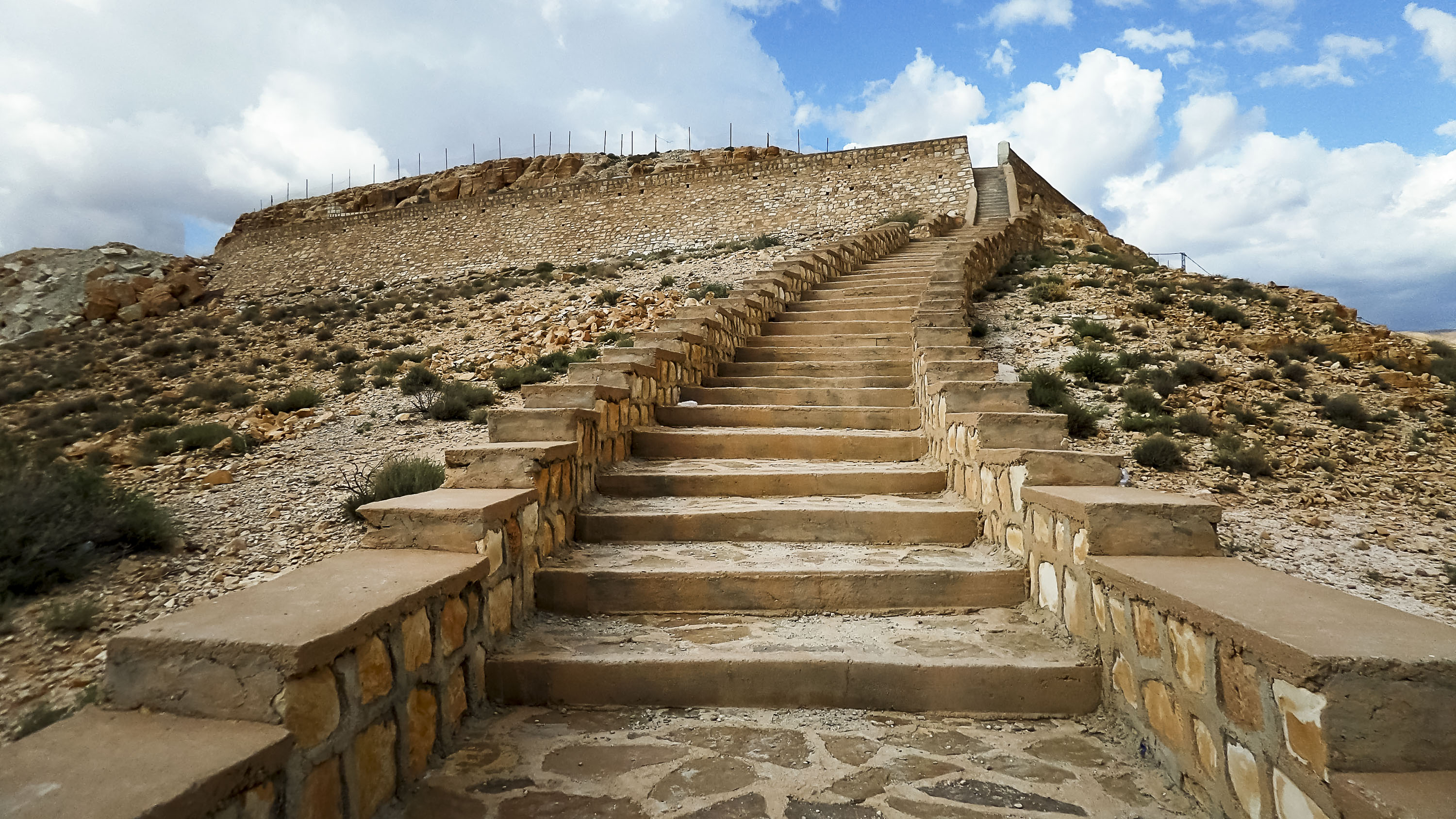
الدرج الذي يهبط الى الشرفات
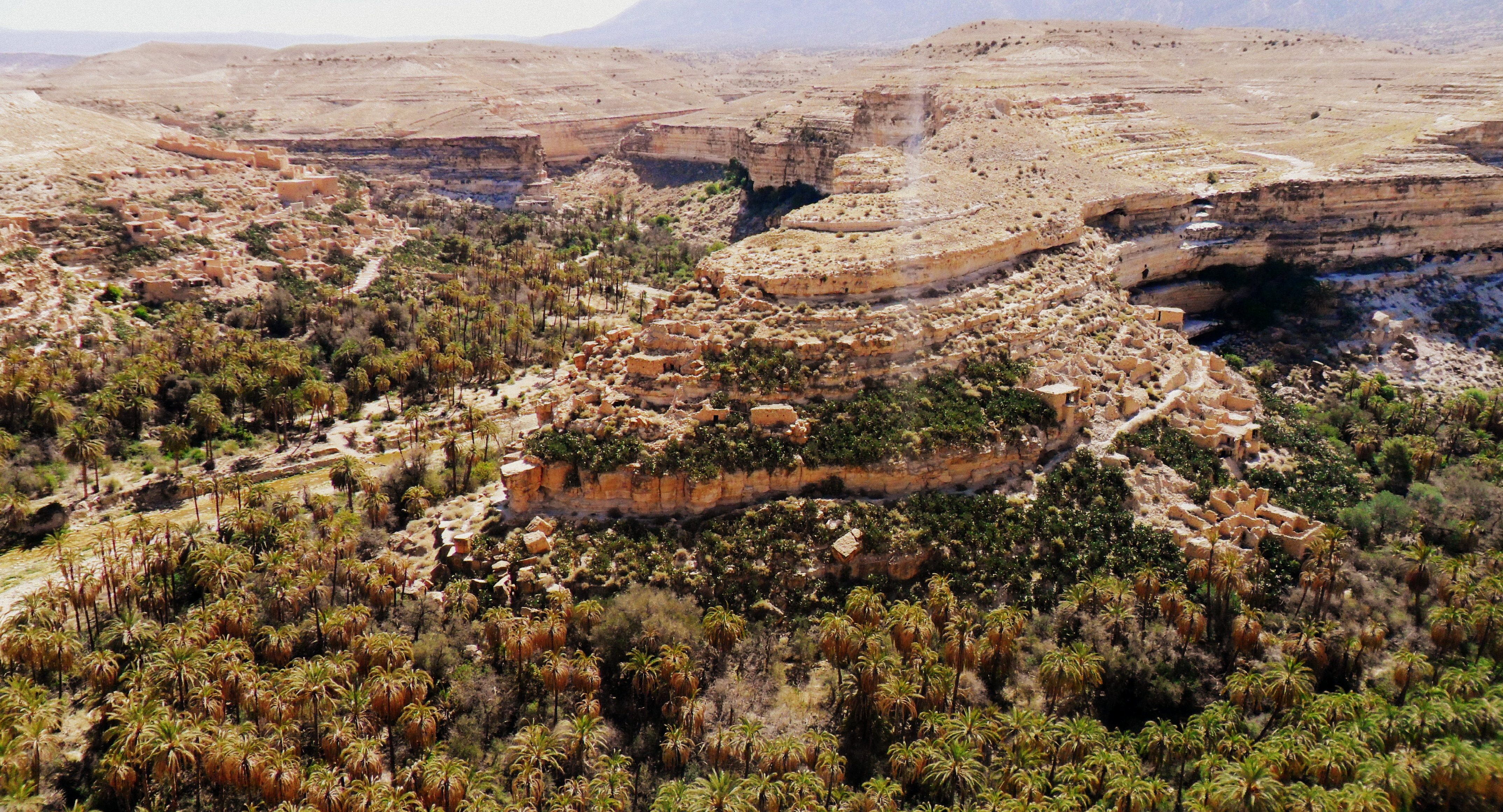
غوفي الساحرة